# Der Tocador de la Reina auf der Alhambra in Granada
Der Tocador de la Reina auf der Alhambra in Granada ist der Bildtitel eines Gemäldes von Franz von Lenbach. Das Gemälde gehört zum Bestand der Sammlung Schack in München.

## Geschichte
Das Bild entstand im Frühjahr 1868, als Lenbach zusammen mit seinem Auftraggeber Adolf Friedrich von Schack und seinem Schüler Ernst von Liphart den Süden Spaniens bereiste und sie dabei auch nach Granada kamen. Bei dieser Gelegenheit  schuf Lenbach auch die Gemälde Die Alhambra in Granada und Die Vega von Granada. Schack erwarb die drei Bilder vor 1874 von Lenbach für seine Sammlung.

## Beschreibung

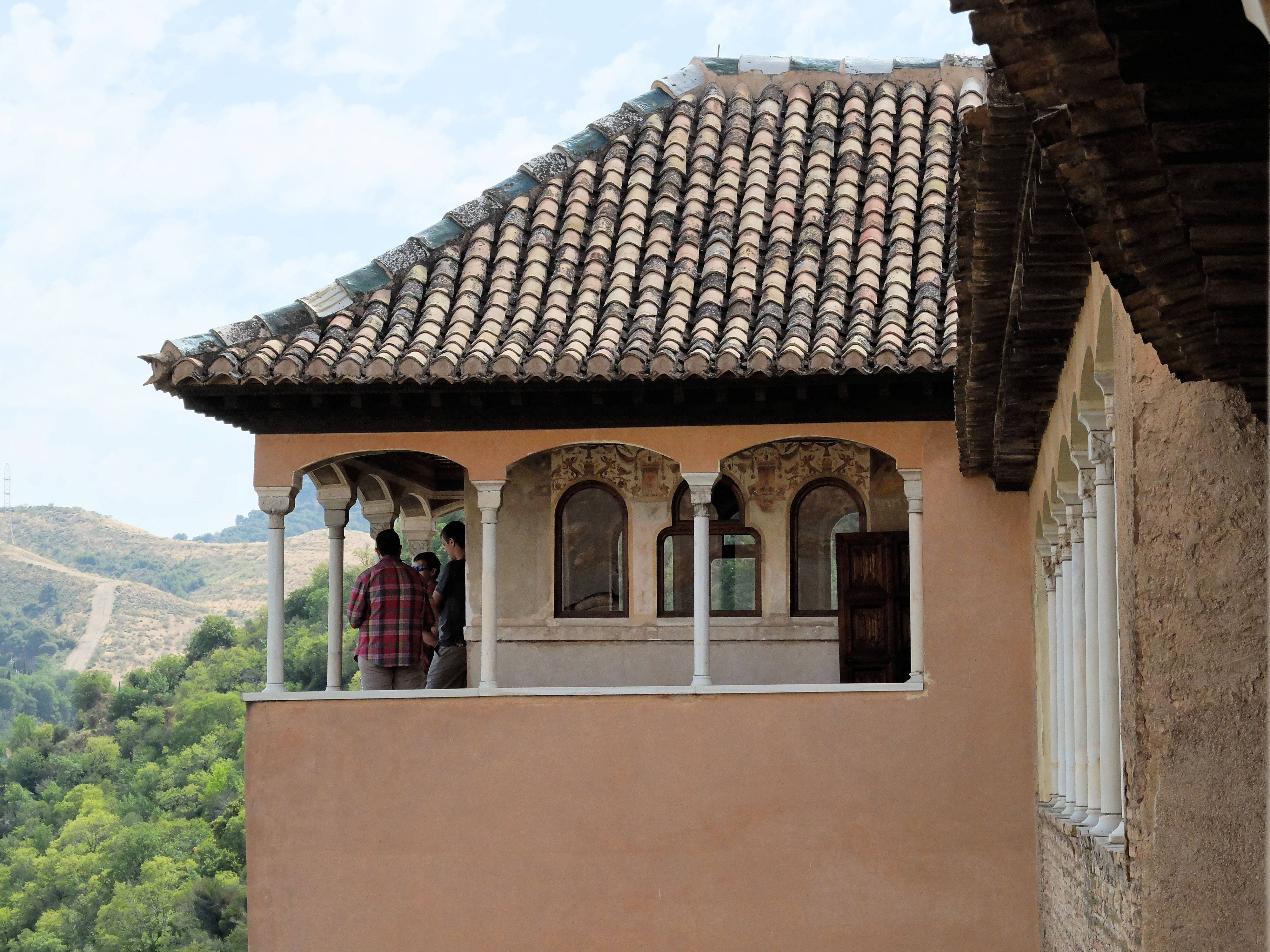
Alhambra, Peinador de la Reina

Das Gemälde hat eine Höhe von 33,1 cm und eine Breite von 26,2 cm. Es ist mit Ölfarbe auf Leinwand gemalt.
Abgebildet ist der Tocador de la Reina, auch Peinador de la Reina genannt, ein kleines Türmchen (Lage) mit einer Aussichtsgalerie auf der Nordseite der Alhambra in der Nähe des Torre de Comares.
Im Vordergrund sitzt Liphart auf der Balustrade eines Verbindungsganges. Vor sich hat er ein Tischpult mit einer Malpappe, auf der er zeichnet. Im Hintergrund steht Schack unter den Arkaden der Aussichtsgalerie des Türmchens und blickt in die Ferne. Von der Landschaft ist nur ein kleiner Ausschnitt mit dem Generalife auf der Anhöhe gegenüber der Alhambra dargestellt.